# 坊城俊成
坊城 俊成（ぼうじょう としなる、1962年〈昭和37年〉2月15日 - ）は、日本の建築家。学位は、博士（工学）（東京大学・1997年）。フランス政府公認建築家（Architecte D.P.L.G.）。旧伯爵坊城家第29代当主で、一般社団法人霞会館会員、堂上会会員。坊城俊周の長男。

## 経歴
暁星中学校・高等学校卒業後、東京大学理科一類入学（インタークラス1組）。1985年東京大学工学部建築学科卒業。1987年東京大学大学院工学系研究科建築学専攻修士課程修了。その後パリの旧エコール・ド・ボザール及びソルボンヌ大学（パリ第4大学）に留学。
東京大学助手、早稲田大学客員助教授、文化庁文化財部参事官（建造物担当）主任文化財調査官をつとめた。文化庁を大聖堂研究のため退職し、2012年（平成24年）から横浜美術大学客員教授となる。2017年から千葉科学大学教授を務める。

## 所属
- 千葉科学大学薬学部薬学科教授
- 横浜美術大学美術学部客員教授（兼務）

## 学歴・職歴
- 1981年：東京大学教養学部理科一類入学
- 1985年：東京大学工学部建築学科卒業
- 1987年：東京大学大学院工学系研究科建築学専攻修士課程修了
- 1987年：東京大学大学院工学系研究科建築学専攻博士課程進学
- 1988年：フランス政府給費留学生として渡仏、給費期間3年3ヶ月
- 1992年：フランス国立パリ＝ベルヴィル建築大学修了（卒業設計・論文共に優秀賞受賞）、フランス政府公認建築家免許取得。
- 1995年：フランス国立ソルボンヌ大学（パリ第4大学）美術史高等研究所前期博士課程修了資格証取得
- 1997年：東京大学大学院工学系研究科建築学専攻博士号取得
- 1996年 - 2001年：東京大学工学部建築学科助手
- 2001年 - 2003年：早稲田大学理工学総合研究センター客員助教授
- 1996年 - 2003年：一橋大学社会学部・成城大学芸術学部・武蔵大学人文学部各非常勤講師
- 2003年 - 2007年：文化庁文化財部建造物課伝統的建造物群部門文化財調査官
- 2007年 - 2008年：文化庁文化財部参事官（建造物担当）修理企画部門文化財調査官
- 2008年 - 2009年：文化庁文化財部参事官（建造物担当）調査部門文化財調査官
- 2009年 - 2011年：文化庁文化財部参事官（建造物担当）調査部門主任文化財調査官
- 2011年：大聖堂研究のため文化庁を辞する
- 2012年 - 2017年：横浜美術大学美術学部客員教授
- 2012年 - 2015年：学習院大学文学部史学科・青山学院大学総合文化政策学部・文化学院各非常勤講師。
- 2017年 - ：千葉科学大学薬学部薬学科教授

## 専門分野
- フランス芸術史
- 大聖堂史
- 中世建築工匠史

## 主著
- 『ゴシック大聖堂の建築工匠』坊城俊成・坊城ガブリエラ知子著、中央公論美術出版、2020年1月30日発行。
- 『ラ・クロワ・ドール』（単著）2018年7月6日発行、著者坊城俊成、編集坊城ガブリエラ知子。
- 『パリ・ノートルダム大聖堂』Denise Jalabert著、Notre-Dame de Paris（訳書）2018年6月28日発行、坊城俊成・坊城ガブリエラ知子共訳。
- 『国境線上の中世ゴシック大聖堂』（単著）2016年10月12日発行、著者坊城俊成、協力坊城ガブリエラ知子。
- 『シャルトル聖母大聖堂』（訳書）René Merlet著, La Cathédrale de Chartres（訳書）2016年10月12日発行、坊城俊成・坊城ガブリエラ知子共訳。
- 『建築史攷』、「15世紀ストラスブール大聖堂の建築工匠ハンス・ハンマーの図面集に関する研究」、中央公論美術出版pp.20-39、2009年10月。
- 『パラレル ―建築史・西東―』「ストラスブール大聖堂の建築工匠、ハンス・ハンマーの図面集、第12葉裏から人物像と図面集制作意図について―」、西洋建築史研究会編、本の友社pp. 3～21、2003年10月
- 『島から町へそして…宮中歌會始二十年』（歌集）2016年10月12日発行、著者坊城俊成、編集坊城ガブリエラ知子。

## 所属学会
- 一般社団法人日本建築学会

## 奉仕活動
- 千葉県旭市新市庁舎設計者選定委員(2017)
- 東京都景観審議会歴史景観部会専門員（2008～2011）
- 公益財団法人日仏会館 日仏工業技術会建築都市計画委員会委員（1995～2005）
- 一般社団法人日本建築学会関東支部歴史・意匠委員（1996～2000）
- 明治神宮秋大祭献詠披講式 講師（1981～2015）
- 宮中新年歌会始 講師（1981～2015）
- 2008年：ベトナム文化省より伝統的農村集落ドンラム村集落保存に関して感謝状受ける
- 2008年：川越市 川越蔵の会 曲水の園 講師
- 2007年：塩尻市 短歌フォーラム学生の部 講演
- 2005年：愛知万国博覧会 政府出展催事 愛・地球博特別公演「宮内庁雅楽と歌合わせ～王朝の美、歌と舞い～」和歌披講 講師
- 2005年：萩市 日仏景観会議 ソルボンヌ大学学長講演会 司会
- 1996年～2005年：日本文化財団 国立劇場 和歌披講 講師
- 2002年：太宰府天満宮「菅原道真公千百年大祭」和歌披講 講師
- 一般社団法人 霞会館会員、堂上会会員

## 学位論文
- 博士論文（東京大学）

『ストラスブール大聖堂の建築工匠、ハンス・ハンマーの図面集の建築史的研究』、東京大学、1997年。
- パリ＝ベルヴィル建築大学修了論文 "RECUEIL ET ANALYSE DES 4 PAVILLONS DE L’EXPOSITION INTERNATIONAL DE PARIS DE 1937"、（邦題）『1937年パリ万国博覧会における4つのパヴィリオンとその影響下の2つの美術館の図面編集と建築分析』（1992年12月、パリ＝ベルヴィル建築大学修了論文優秀賞受賞）
- ソルボンヌ大学（パリ第4大学）ＤＥＡ論文 "CATALOGUE MANUSCRIT ‘MUSTERBUCH’ DE HANS HAMMER MAITRE D’OEUVRE AU XVeme SIECLE DE LA CATHEDRALE DE STRASBOURG"（邦題）『15世紀のストラスブール大聖堂の建築工匠、ハンス・ハンマーによる直筆図面集の主題別再構成と建築史的分析』（1995年7月、ソルボンヌ大学（パリ第4大学）美術史学科前期博士課程修了論文）

## 取得研究費
- 2019年～2023年　日本学術振興会　科学研究費補助金　基盤研究Ｃ　研究課題「中世芸術工匠に関する比較文化研究」
- 2019年　日本学術振興会　科学研究費補助金、研究成果公開促進費　学術図書  『ゴシック大聖堂の建築工匠』、坊城俊成・坊城ガブリエラ知子著、中央公論美術出版
- 1998年～1999年 日本学術振興会科学研究費補助金奨励研究 (A) 研究課題「ストラスブール大聖堂の建築工匠、ハンス・ハンマーの図面集に関する研究」

## 研究論文

### 近年の研究論文
2021年
坊城俊成・坊城ガブリエラ知子、
ゴシック大聖堂の建築工匠、『ハンス・ハマー・フォン・ヴェルドの画譜』
（その137）大天使ミカエルとモン・サン・ミッシェルの伝説、
（その138）9世紀から12世紀におけるモン・サン・ミッシェル修道院の建設、
（その139）13世紀におけるモン・サン・ミッシェル修道院の建設、
（その140）1300年～1450年のモン・サン・ミッシェル修道院の建設、
（その141）1450年～1513年のモン・サン・ミッシェル修道院の建設、
（その142）ヴィーン、シュテファン大聖堂の建築工匠イェルク・エクスル、
2020年度日本建築学会関東支部研究報告集、2020年3月、pp. 581-604。
坊城俊成・坊城ガブリエラ知子、
「ゴシック大聖堂の建築工匠、『Ｈ・ハマーの画譜』
（その143）　ヴィーン、シュテファン大聖堂の建築工匠イェルク・エクスル、
（その144）　1530年以降のモン・サン・ミッシェル修道院の歴史、
（その145）　モン・サン・ミッシェル建設経緯、
（その146）　ヴォールト架構における枝リブと枝助リブについて、
（その147）　モン・サン・ミッシェルの花崗岩、ヴォージュ山脈の砂岩、
（その148）　モン・サン・ミッシェル修道院訪問、
日本建築学会北陸支部研究報告集　第63号　2020年。
坊城俊成・坊城ガブリエラ知子、
ゴシック大聖堂の建築工匠と『ハンス・ハマーの画譜』
（その149）「モン・サン・ミッシェル修道院一巡　―前半―」
（その150）「モン・サン・ミッシェル修道院一巡　―後半―」
（その151）「ヴィーン、シュテファン大聖堂の建築工匠アントン・ピルグラム」
（その152）「建築工匠ハンス・ハマーによるヴォールト設計」、
日本建築学会北海道支部研究報告集No.94、2021年6月。
2020年
坊城俊成・坊城ガブリエラ知子、
ゴシック大聖堂の建築工匠、『ハンス・ハマー・フォン・ヴェルドの画譜』
（その123）「建築工匠Ｌ・スペニングとＪ・ドッツィンジャー」、
（その124）「タベルナクル―ゴシック大聖堂の建築工匠」、
（その125）「建築工匠のスクール―ゴシック大聖堂の建築工匠」、
（その126）「『Ｈ・ハマーの画譜』に見る大聖堂の設計理念」、
（その127）「ヴォールト設計―ゴシック大聖堂の建築工匠」、
（その128）「第10葉裏、熾天使セラフィム―ゴシック大聖堂の建築工匠」
2019年度日本建築学会関東支部研究報告集、2020年3月、pp. 471-494。

坊城俊成・坊城ガブリエラ知子、
ゴシック大聖堂の建築工匠、『Ｈ・ハマーの画譜』
（その129）「ストラスブール大聖堂十二世紀のヴォールト」、
（その130）「ストラスブール大聖堂十三世紀のヴォールト」、
（その131）「ストラスブール大聖堂十五世紀のヴォールト」、
（その132）「画譜第十葉裏の熾天使」、
（その133）「トリビューンとミカエル礼拝堂」
（その134）「三位一体礼拝堂」
日本建築学会北陸支部研究報告集　第63号　2020年7月、pp.293-316。

坊城俊成・坊城ガブリエラ知子、
ゴシック大聖堂の建築工匠、『H・ハマーの画譜』
（その135）「アナール学の観点から　ゴシック大聖堂の建築工匠」、
（その136）「聖母大聖堂の石工」、
日本建築学会北海道支部研究報告集No.93、2020年6月、pp.357-364。

2019年
坊城俊成・坊城Ｇ.知子、
ストラスブール、ゴシック大聖堂の建築工匠、『ハンス・ハマー・フォン・ヴェルドの画譜』
（その121）ルツェルンの聖フランシスコ・ザビエル、イエズス会教会堂建設
（その122）ルツェルンの聖フランシスコ・ザビエル、イエズス会教会堂にみるゴシックからバロックへの遷移
日本建築学会北海道支部研究報告集 No.92、2019年6月、pp.383-390。

坊城俊成・坊城ガブリエラ知子、
ストラスブール、ゴシック大聖堂の建築工匠、『ハンス・ハマー・フォン・ヴェルドの画譜』（その115）アミアン大聖堂西正面三つの扉口
（その116）アミアン大聖堂西正面聖母の扉口
（その117）アミアン大聖堂外観
（その118）Ｈ・ハマーによる星形ヴォールト
（その119）ヴィーン、聖ルプレヒト教会堂
（その120）氷柱形ヴォールト
日本建築学会北陸支部研究報告集第62号、2019年7月、pp.275-298。

坊城俊成・坊城ガブリエラ知子、
ストラスブール、ゴシック大聖堂の建築工匠、『ハンス・ハマー・フォン・ヴェルドの画譜』
（その109）アミアン大聖堂の歴史（第一部）
（その110）アミアン２大聖堂の歴史後半ハマーとタリセル
（その111）アミアン３大聖堂平面とコードベック
（その112）アミアン４大聖堂平面とコードベック
（その113）アミアン大聖堂西正面とマリアツェル
（その114）アミアン大聖堂内部とマリアツェル
2018年度日本建築学会関東支部研究報告集Ⅱ、2019年3月、pp.447-470。

2018年
坊城俊成・坊城Ｇ.知子
ストラスブール、ゴシック大聖堂の建築工匠、『ハンス・ハマー・フォン・ヴェルドの画譜』
（その105）ハンス・ハマーの直筆図面集”Musterbuch”の紹介（前半）
（その106）ハンス・ハマーの直筆図面集”Musterbuch”の紹介（後半）
日本建築学会北海道支部研究報告集 No.91、2018年6月、pp.503-510。

坊城俊成・坊城Ｇ.知子
ストラスブール、ゴシック大聖堂の建築工匠、『ハンス・ハマー・フォン・ヴェルドの画譜』（その98）パリ、ノートルダム大聖堂の平面と構造
（その99）プロヴァンス地方の教会堂；サン・ガブリエル教会堂外部構成
（その100）プロヴァンス地方の教会堂；サン・ガブリエル教会堂内部構成
（その101）ランス大聖堂建設を指揮した四名の建築工匠たち
（その102）ランス大聖堂、ヴィラール・ド・オンヌクールの画帖
（その103）ハンス・ハマー・フォン・ヴェルドによるゴシック大聖堂の平面設計
（その104）ハンス・ハマー・フォン・ヴェルドによるゴシック大聖堂の立面設計
日本建築学会北陸支部研究報告集第61号、2018年7月。

坊城俊成・坊城Ｇ.知子
ストラスブール、ゴシック大聖堂の建築工匠、『ハンス・ハマー・フォン・ヴェルドの画譜』（その92）パリ大聖堂の建築工匠ピエール・ド・シェル、ジャン・ラヴィ
（その93）パリ大聖堂の歴史
（その94）ランス大聖堂、第二の建築工匠ジャン・ル・ルーによる外陣工事の継続と新しい西正面（前半）
（その95) ランス大聖堂、第二の建築工匠ジャン・ル・ルーによる新しい西正面（後半）、大司教礼拝堂、そしてジャン・ル・ルーの役割
（その96）ヴィラール・ド・オンヌクールのランス大聖堂建設現場訪問
（その97）基準寸法、施工用と製図用の定規、ヴィーン尺定規、測量杖
2017年度日本建築学会関東支部研究報告集Ⅱ、2018年3月、pp.531-554。

十五世紀ストラスブール大聖堂の建築工匠、『H・ハマーの画譜』に関する研究
（その90)大聖堂建設工事のための基準寸法の決定と測量杖について
千葉科学大学紀要、2018年、3月、pp. 100-110。

中世大聖堂の建築工匠、『H・ハマーの画譜』
（その91）ランス大聖堂の建築工匠ジャン・ドルベからベルナール・ド・ソワッソン
横浜美術大学紀要、2018年、３月、pp. 31-49。

2011年～2017年の研究論文

#### 2011年
- 「ストラスブール大聖堂の建設過程 ―石切工兄弟団（1459年起源）の規約―」日本建築学会大会学術講演梗概集（関東）、二〇一一年八月、pp.705-706。

#### 2012年
- 「ストラスブール大聖堂の建設過程 ―北塔と南塔―」日本建築学会大会学術講演梗概集（東海）、二〇一二年九月、pp.313-314。
- 『ハンス・ハンマー・フォン・ヴェルドの画譜』―（その1）ゴシック大聖堂の破風とヴォールトについて、（その2）ゴシック大聖堂の平面・断面・立面について、（その3）ゴシック大聖堂建設現場の起重機等について―、2011年度日本建築学会関東支部研究報告集Ⅱ、二〇一二年三月、pp.609-620。
- 『ハンス・ハンマー・フォン・ヴェルドの画譜』―（その4）ゴシック大聖堂建設の寸法決定、施工・材料について、（その5）画譜と実作品（説教壇・三位一体礼拝堂）、そして宗教改革前夜―、日本建築学会東北支部研究報告集計画系第75号、平成二十四年六月、pp.117-132。
- 『ハンス・ハンマー・フォン・ヴェルドの画譜』―（その6）ストラスブール大聖堂の交差部と北袖郎、（その7）階段について―、日本建築学会北海道支部研究報告集No.85号、2012年6月、pp.477-484、及びpp.579-582。

#### 2013年
- 『ハンス・ハンマー・フォン・ヴェルドの画譜』―（その8）『ハンス・ハンマー・フォン・ヴェルドの画譜』と『ヴィラール・ド・オンヌクールの画帖』との比較、（その9）『ハンス・ハンマー・フォン・ヴェルドの画譜』とM・ロリツァーの小冊子、H・シュムッテルマイアの小冊子、及びL・レヒラーの『教本』との比較―、日本建築学会東海支部研究報告書第51号、二〇一三年二月、pp733-740。
- 『ハンス・ハンマー・フォン・ヴェルドの画譜』（その10）―『ハンス・ハンマー・フォン・ヴェルドの画譜』におけるヴォールト設計―。『ハンス・ハンマー・フォン・ヴェルドの画譜』（その11）―ハンス・ハンマー・フォン・ヴェルドの幾何学、五角形・八角形―。ハンス・ハンマー・フォン・ヴェルドの画譜（その12）―ハンス・ハンマー・フォン・ヴェルドの巡歴―、2012年度日本建築学会関東支部研究報告集Ⅱ、二〇一三年三月、pp.757-768。
- 『ストラスブール・ゴシック大聖堂建築工匠ハンス・ハンマー・フォン・ヴェルドの画譜』(その13)ノルマンディー地方におけるレイヨナンとフランボワイアンの様式、(その14)シャンパーニュ地方におけるレイヨナンとフランボワイアンの様式―日本建築学会東北支部研究報告集計画系第76号 平成二十五年六月、pp.63-78。
- 「フランス・ゴシックの建築工匠たち―ストラスブール大聖堂第一の工匠からシャルトルの工匠まで―」、『横浜美術大学教育・研究紀要』第三号、平成二十五年pp71-83。

1. 以上、坊城Ｇ．知子（博士・工学）との共働作業により建築史的分析と執筆が行われた。

- 坊城俊成・坊城ガブリエラ知子「ストラスブール・ゴシック大聖堂建築工匠、『ハンス・ハンマー・フォン・ヴェルドの画譜』(その15)―ストラスブール大聖堂南袖廊の「天使の柱」―」日本建築学会北海道支部研究報告集No.86（二〇一三年六月）、pp.523-526。

#### 2014年
- 坊城俊成、坊城ガブリエラ知子、『ハンス・ハマー・フォン・ヴェルドの画譜』(その16、17、18)
  - ―サン・ドニ修道院教会堂を完成させた石工博士ピエール・ド・モントロイユ―ストラスブール大聖堂西正面を建設した工匠たち―
  - ―ストラスブール大聖堂西正面を建設した工匠たち―
  - ―ゴシック大聖堂平面図と正十二角形―
  - 日本建築学会東海支部研究報告書第52号、2014年、pp.753-764。
- 坊城俊成、坊城ガブリエラ知子、『ハンス・ハマー・フォン・ヴェルドの画譜』(その19、20、21)
  - ―Ｈ・ハマーが描くヴォールト―
  - ―ヴィーン・聖シュテファン大聖堂とＨ・ハマー
  - ―サン・ドニ修道院教会堂を完成させた石工博士ピエール・ド・モントロイユ
- 2013年度日本建築学会関東支部研究報告集Ⅱ、2014年、pp.393-404。
  - 『ハンス・ハマー・フォン・ヴェルドの画譜』―(その22)
    - ―サン・ドニ修道院教会堂におけるシュジェールから建築工匠ピエール・ド・モントロイユまで―横浜美術大学 教育・研究紀要 第4号2014年、pp.71-91。

  - 『ハンス・ハマー・フォン・ヴェルドの画譜』―(その23,24,25,26,27)
    - 坊城俊成・坊城ガブリエラ知子、―サン・ドニ修道院教会堂史、そのメロヴィング朝期―
    - 坊城ガブリエラ知子・坊城俊成、―サン・ドニ修道院教会堂史、メロヴィング朝期の周辺教会―
    - 坊城俊成・坊城ガブリエラ知子、―サン・ドニ修道院教会堂史、そのカロリング朝期―
    - 坊城ガブリエラ知子・坊城俊成、―サン・ドニ修道院教会堂史、カロリング朝期の周辺教会―
    - 坊城俊成・坊城ガブリエラ知子、―初期サン・ドニ修道院教会堂の建築要素―
- 日本建築学会四国支部研究報告集 第14号、2014年5月、pp.103-112。
  - 『ハンス・ハマー・フォン・ヴェルドの画譜』―(その28,29,30)
- 坊城俊成・坊城ガブリエラ知子、
  - ―サン・ドニ修道院教会堂史 シュジェール修道院長、パリ近郊の同時代関連教会堂―
- 坊城俊成・坊城ガブリエラ知子、
  - ―ノルマンディー、コードベック・アン・コウのノートル・ダム教会堂―
- 坊城ガブリエラ知子・坊城俊成、
  - ―ヴィーン、シュテファン大聖堂そして古代ローマ壁「ヴィンドボナ」―
- 日本建築学会東北支部研究報告論文集第77号、2014年6月、pp.165-178。
  - 『ハンス・ハマー・フォン・ヴェルドの画譜』(その31,32)
- 坊城俊成・坊城ガブリエラ知子、
  - ―ストラスブール大聖堂ノートル・ダム事業財団出納官、ルスヴール―
  - ―ストラスブール大聖堂とアルザスの教会堂、その石材―
- 日本建築学会北陸支部研究報告論集、第57号、2014年7月、pp.605-612。
  - 『ハンス・ハマー・フォン・ヴェルドの画譜』―(その33,34)
- 坊城俊成・坊城ガブリエラ知子、
  - ―ゴシック建築画譜、『Ｈ・ハマーの画譜』の背景としてのフランス王国建築工匠たち―
- 坊城ガブリエラ知子・坊城俊成、
  - ―ヴィーン、シュテファン大聖堂とそのゴシック時代―
- 日本建築学会北海道支部研究報告論集No.87号、2014年6月、pp.487-494。

1. 『Ｈ・ハマーの画譜』(その15)以降、坊城俊成、坊城ガブリエラ知子との共働作業により建築史的分析と執筆、口頭発表が行われた。

#### 2015年
- 坊城俊成、坊城ガブリエラ知子、中世建築工匠に関する研究『Ｈ・ハマーの画譜』―(その35)―ドナウ河流域、ブダペストに存するゴシック大聖堂や教会堂建設―、
- 坊城俊成、坊城ガブリエラ知子、中世建築工匠に関する研究『Ｈ・ハマーの画譜』―(その36)―モルダウ河流域、プラハに存するゴシック大聖堂や教会堂建設―、
- 坊城俊成、坊城ガブリエラ知子、中世建築工匠に関する研究『Ｈ・ハマーの画譜』―(その37)―エルベ河流域の諸都市に存するゴシック大聖堂や教会堂建設―、
- 坊城ガブリエラ知子、坊城俊成、中世建築工匠に関する研究『Ｈ・ハマーの画譜』―(その38)―モルダウ河流域、プラハに存するゴシック大聖堂や教会堂建設―、
- 日本建築学会東海支部研究報告書第53号、pp.597-613、2015年2月。
- 坊城俊成、坊城ガブリエラ知子、中世建築工匠に関する研究『Ｈ・ハマーの画譜』―(その39)―ペーター・パルラーその一族―、
- 坊城俊成、坊城ガブリエラ知子、中世建築工匠に関する研究『Ｈ・ハマーの画譜』―(その40)―ストラスブール大聖堂におけるシャルトルからきた工匠たちの貢献―、
- 坊城俊成、坊城ガブリエラ知子、中世建築工匠に関する研究『Ｈ・ハマーの画譜』―(その41)―カロリング朝期におけるランス大聖堂救世主キリストの聖所―、
- 坊城ガブリエラ知子、坊城俊成、中世建築工匠に関する研究『Ｈ・ハマーの画譜』―(その42)―カロリング朝期におけるランス大聖堂内陣―、
- 坊城ガブリエラ知子、坊城俊成、中世建築工匠に関する研究『Ｈ・ハマーの画譜』―(その43)―フュルベール司教によるシャルトル聖母大聖堂―、
- 坊城ガブリエラ知子、坊城俊成、中世建築工匠に関する研究『Ｈ・ハマーの画譜』―(その44)―ライン河流域の五紀建築工匠―、
- 2014年度日本建築学会関東支部研究報告集第Ⅱ巻、pp.525-548、2015年3月。
- 坊城俊成、中世建築工匠に関する研究『Ｈ・ハマーの画譜』―(その45)―ライン河流域の中世諸都市、建築工匠たち、ストラスブール大聖堂―、横浜美術大学教育・研究紀要、第5号、pp.49-62、2015年、4月。
- 坊城俊成、坊城ガブリエラ知子、中世建築工匠に関する研究『Ｈ・ハマーの画譜』―(その46)―『Ｈ・ハマーの画譜』構成について―、
- 坊城俊成、坊城ガブリエラ知子、中世建築工匠に関する研究『Ｈ・ハマーの画譜』―(その47)―カロリング朝期におけるランス大聖堂交差廊―、
- 坊城ガブリエラ知子、坊城俊成、中世建築工匠に関する研究『Ｈ・ハマーの画譜』―(その48)―ドナウ河畔のゴシック教会堂―、
- 日本建築学会東北支部研究報告論文集計画系第78号、pp.145-156、2015年6月
- 坊城ガブリエラ知子、坊城俊成、中世建築工匠に関する研究『Ｈ・ハマーの画譜』―(その49)―ストラスブール大聖堂とヴィーン・シュテファン大聖堂の建築工匠―、
- 坊城ガブリエラ知子、坊城俊成、中世建築工匠に関する研究『Ｈ・ハマーの画譜』―(その50)―ヴィーン、シュテファン大聖堂の建築工匠―
- 坊城俊成、坊城ガブリエラ知子、中世建築工匠に関する研究『Ｈ・ハマーの画譜』―(その51)―フュルベール司教によるシャルトル聖母大聖堂クリプト―、
- 坊城ガブリエラ知子、坊城俊成、中世建築工匠に関する研究『Ｈ・ハマーの画譜』―(その52)―フュルベール司教によるシャルトル聖母大聖堂、同時代の教会堂との呼応―、
- 坊城俊成、坊城ガブリエラ知子、中世建築工匠に関する研究『Ｈ・ハマーの画譜』―(その53)―シャンパーニュ地方に位置するランス大聖堂、そのカロリング朝期における教会堂―、
- 坊城俊成、坊城ガブリエラ知子、中世建築工匠に関する研究『Ｈ・ハマーの画譜』―(その54)―レーゲンスブルク大聖堂ロリツァー一族―、
- 坊城俊成、坊城ガブリエラ知子、中世建築工匠に関する研究『Ｈ・ハマーの画譜』(その55)―建築工匠ウルリッヒ・エンジンゲン―、
- 日本建築学会北陸支部研究報告論文集計画系、第58号、pp.277-304、2015年7月。
- 坊城俊成、坊城ガブリエラ知子、中世建築工匠に関する研究『Ｈ・ハマーの画譜』(その56)―シャンパーニュ地方に位置するランス大聖堂、そのカロリング朝期における教会堂―
- 坊城ガブリエラ知子、坊城俊成、中世建築工匠に関する研究『Ｈ・ハマーの画譜』―(その57)―修道院制度、聖ベネディクト戒律、クリュニー修道院―、
- 日本建築学会北海道支部研究報告論集No.88号、pp.387-394、2015年6月。

#### 2016年
- 坊城G知子・坊城俊成、中世大聖堂の建築工匠『Ｈ・ハマーの画譜』（その59）―十二世紀におけるシャルトル大聖堂西正面―、
- 坊城俊成・坊城G知子、中世大聖堂建築工匠『Ｈ・ハマーの画譜』（その60） ―十五世紀におけるシャルトル大聖堂の建築工匠―、
- 坊城俊成・坊城G知子、中世大聖堂の建築工匠『Ｈ・ハマーの画譜』（その61）、―十世紀におけるランス大聖堂、聖カリクトゥスの旧い塔―、
- 坊城俊成・坊城G知子、中世大聖堂の建築工匠『Ｈ・ハマーの画譜』（その62）―十世紀、十一世紀におけるランス大聖堂身廊のスキームと都市ランス―、
- 坊城G知子・坊城俊成、中世大聖堂の建築工匠『Ｈ・ハマーの画譜』（その63） ―フランシュ・コンテ地方における教会堂―、
- 坊城G知子・坊城俊成、中世大聖堂の建築工匠『Ｈ・ハマーの画譜』（その64） ―ベネディクト修道院教会堂、聖母信仰に関する教会堂―、日本建築学会関東支部研究報告集Ⅱ、2016年3月、pp. 549-572。
- 坊城俊成・坊城G知子、中世建築工匠に関する研究『Ｈ・ハマーの画譜』（その65)―十二世紀ランス大聖堂サンソン司教時代の双塔を有する西正面―、
- 坊城俊成・坊城G知子、中世建築工匠に関する研究『Ｈ・ハマーの画譜』（その66）、―十二世紀ランス大聖堂サンソン司教時代の周歩廊を有する内陣―、
- 坊城俊成・坊城G知子、中世建築工匠に関する研究『Ｈ・ハマーの画譜』（その67)―ランス大聖堂北袖廊扉口に存する十二世紀聖母子像―、
- 坊城俊成・坊城G知子中世建築工匠に関する研究『Ｈ・ハマーの画譜』（その68)―十二世紀大火後のシャルトル聖母大聖堂建設主要構成―、
- 坊城俊成・坊城G知子、中世建築工匠に関する研究『Ｈ・ハマーの画譜』（その69)―十二世紀大火後のシャルトル聖母大聖堂建設、南北袖廊ポーチ―、
- 坊城G知子・坊城俊成、中世建築工匠に関する研究『Ｈ・ハマーの画譜』（その70)―シャルトル大聖堂の創建から近代の修復まで―、
- 日本建築学会北陸支部研究報告集第59号、pp.621-644 ,2016年7月。
- 坊城俊成・坊城G知子、中世建築工匠に関する研究『Ｈ・ハマーの画譜』（その71)―アダルベロン大司教の平墓石、十世紀と十一世紀の都市ランス―、
- 坊城G知子・坊城俊成、中世建築工匠に関する研究『Ｈ・ハマーの画譜』（その72)―十二世紀ランス大聖堂サンソン司教時代に建設された西正面と内陣―、
- 日本建築学会北海道支部研究報告集NO.89、pp.391-398、2016年6月。

#### 2017年
- 中世大聖堂の建築工匠『Ｈ・ハマーの画譜』（その73）―フランシュ・コンテ地方における教会堂からプロヴァンス地方における教会堂へ―、横浜美術大学紀要。
- 坊城俊成・坊城G知子、『ハンス・ハマー・フォン・ヴェルドの画譜』（その74）
  - ―ランス大聖堂、第一の建築工匠ジャン・ドルベの建設担当とフライング・バットレス―、
- 坊城俊成・坊城G知子、『ハンス・ハマー・フォン・ヴェルドの画譜』（その75）
  - ―ランス大聖堂、第一の建築工匠ジャン・ドルベによるランス大聖堂西正面当初設計―、
- 坊城俊成・坊城G知子、『ハンス・ハマー・フォン・ヴェルドの画譜』（その76）
  - ―ランス大聖堂、第一の建築工匠ジャン・ドルベの技量の源泉―
- 日本建築学会東海支部研究報告書第55号、pp.626-637、2015年2月。
- 坊城俊成・坊城G知子、ストラスブール、ゴシック大聖堂の建築工匠、『ハンス・ハマー・フォン・ヴェルドの画譜』（その77）
  - ―ランス大聖堂、第一の建築工匠ジャン・ドルベの技量の源泉（後半）―、
- 坊城俊成・坊城G知子、ストラスブール、ゴシック大聖堂の建築工匠、『ハンス・ハマー・フォン・ヴェルドの画譜』（その78）
  - ―ランス大聖堂、第一の建築工匠ジャン・ドルベの作風―、
- 坊城G知子・坊城俊成、ストラスブール、ゴシック大聖堂の建築工匠、『ハンス・ハマー・フォン・ヴェルドの画譜』（その79）
  - ―ランス大聖堂ラビリンスに刻まれた四人の建築工匠―、
- 坊城俊成・坊城G知子、ストラスブール、ゴシック大聖堂の建築工匠、『ハンス・ハマー・フォン・ヴェルドの画譜』（その80）
  - ―ランス大聖堂ラビリンスに関する解釈―、
- 坊城G知子・坊城俊成、ストラスブール、ゴシック大聖堂の建築工匠、『ハンス・ハマー・フォン・ヴェルドの画譜』（その81）
  - ―プロヴァンス地方の教会堂；サン・クナン・ド・ヴェゾン教会堂、アヴィニョン橋の聖ベネゼ礼拝堂―、
- 坊城G知子・坊城俊成、ストラスブール、ゴシック大聖堂の建築工匠、『ハンス・ハマー・フォン・ヴェルドの画譜』（その82）
  - ―プロヴァンス地方の教会堂；サン・トロフィーム大聖堂―、
- 日本建築学会関東支部研究報告集Ⅱ、2017年3月、pp. 515-539。
- 坊城俊成・坊城G知子、「ランス大聖堂、第二の建築工匠ジャン・ル・ルーによる内陣と交差廊の竣工―ストラスブール、ゴシック大聖堂の建築工匠、『ハンス・ハマー・フォン・ヴェルドの画譜』（その83）―、
- 坊城俊成・坊城G知子、「ランス大聖堂、第二の建築工匠ジャン・ル・ルーによる内陣と交差廊の竣工」―ストラスブール、ゴシック大聖堂の建築工匠、『ハンス・ハマー・フォン・ヴェルドの画譜』（その83）―、
- 坊城G知子・坊城俊成、「パリ大聖堂建築工匠に関する研究 南北袖廊 -1」―ストラスブール、ゴシック大聖堂の建築工匠、『ハンス・ハマー・フォン・ヴェルドの画譜』（その85）―、
- 坊城俊成・坊城G知子、「パリ大聖堂建築工匠に関する研究 南北袖廊 -2」―ストラスブール、ゴシック大聖堂の建築工匠、『ハンス・ハマー・フォン・ヴェルドの画譜』（その86）―、
- 坊城俊成・坊城G知子、「パリ大聖堂赤き扉口の建築工匠」―ストラスブール、ゴシック大聖堂の建築工匠、『ハンス・ハマー・フォン・ヴェルドの画譜』（その87）―、
- 日本建築学会北陸支部研究報告集第60号、2017年7月（発表予定）。
- 坊城俊成・坊城G知子、ストラスブール、ゴシック大聖堂の建築工匠、『ハンス・ハマー・フォン・ヴェルドの画譜』（その88）
- 「ランス大聖堂の十三世紀初頭の状況について」
- 坊城G知子・坊城俊成、ストラスブール、ゴシック大聖堂の建築工匠、『ハンス・ハマー・フォン・ヴェルドの画譜』（その89）
- ランス大聖堂ラビリンスに刻まれた建築工匠四名の活動年譜
- 日本建築学会北海道支部研究報告集NO.90、2017年6月。

### 2011年以前の研究論文等

#### 雑誌論文
- 「フランスで建築史を」、『建築雑誌』10月号、pp.30～31、1995年10月。

#### 調査報告書
- 『明治学院旧神学部校舎兼図書館（記念館）建物調査報告書』第三章、記念館の保存改修と建築家宍戸實、東京大学大学院工学系研究科建築学専攻、鈴木博之研究室編、学校法人明治学院発行、pp.22～25、1999年4月。
- 『聖路加国際病院聖ルカ礼拝堂―都市環境と歴史的建造物保存に関する調査・研究』、「聖ルカ礼拝堂」、東京大学工学部建築学科、鈴木博之研究室編、第一生命グループ財団法人第一住宅建設協会発行pp. 19～26、1988年3月。

#### 翻訳
- 「フランスの様式」スピロ・コストフ著、『建築全史 ―背景と意味―』第14章、住まいの図書館出版局、鈴木博之監訳、pp.559～610、1990年8月。
- 「レッチワース田園都市 ―けがれなき建築―」『ブリティッシュ・スタイル170年』西武美術館pp.92～96、1987年9月。
- 「マッキントッシュと近代建築」、『マッキントッシュ展』社団法人国際芸術文化振興会、鈴木博之監修pp.103～113、1985年。

#### 講演会通訳、講演録翻訳編集
- ミッシェル・パラン（フランス国立情報自動制御研究所研究部長）、「フランスの次世代インテリジェント都市交通システム」、『日仏工業技術』Tome45、No.3、2000年4月。
- フランスの建築家、ドミニク・ペロー、『建築家たちの20代』、東京大学工学部建築学科安藤忠雄研究室編 TOTO出版pp.168～193、1999年4月。

#### インタビュー通訳
- 「構造の骨組みを躍動的に強調する新鋭構造デザイナー、カラトラバの手法」、『日経コンストラクション8月9日号、pp.68～75、1991年8月。

#### 学術講演
日本建築学会大会学術講演発表
- 「1937年パリ万国博覧会―近代建築の矛盾：インターナショナルスタイルと土着性との止揚を企図した人々」、（2000年日本建築学会大会（東北）学術講演梗概集F-2 pp.449～450）
- 「明治学院記念館（旧神学部校舎兼図書館について その1,2,3）」東京大学鈴木博之教授、同大学院博士課程青木祐介修士と共同執筆（1998年日本建築学会大会（九州）学術講演梗概集F-2 pp.415～420）
- 「15世紀ストラスブール大聖堂建築工匠、ハンス・ハンマーの図面集にみる平面図の作図法について」（1997年日本建築学会大会（関東）学術講演梗概集F-2 pp.305～306）
- 「15世紀ストラスブール大聖堂建築工匠、ハンス・ハンマーの直筆図面集について」（1996年日本建築学会大会（近畿）学術講演梗概集F-2 pp.417～418）
- 「サン・ドニ修道院教会堂の建築史的研究―13世紀の建築工匠ピエール・ド・モトルイユについて―」（1987年日本建築学会大会（近畿）学術講演梗概集F pp.983～984。

## 親族
- 父 坊城俊周（共同テレビジョン会長）[1]